# South Park : Le Bâton de la vérité
Vous lisez un « bon article » labellisé en 2023.
Pour l’article homonyme, voir South Park.
South Park : Le Bâton de la vérité (en anglais, South Park: The Stick of Truth) est un jeu vidéo de rôle développé par Obsidian Entertainment en collaboration avec South Park Digital Studios, édité par Ubisoft et sorti en 2014. Basé sur la série d'animation américaine South Park, le jeu suit le Nouveau, qui emménage dans la ville éponyme et se retrouve impliqué dans un jeu de rôle fantastique impliquant des humains, des sorciers et des elfes, qui se battent pour le contrôle du tout-puissant Bâton de la Vérité. Leur jeu devient rapidement incontrôlable, les amenant à entrer en conflit avec des extraterrestres, des zombies nazis et des gnomes, menaçant toute la ville de destruction.
Le jeu se joue en 2,5D, à la troisième personne, et reproduit l'esthétique de la série télévisée. Le Nouveau peut explorer librement la ville de South Park, interagir avec les personnages, entreprendre des quêtes et accéder à de nouvelles zones en progressant dans l'histoire principale. En choisissant l'un des quatre archétypes de personnage (combattant, voleur, mage ou juif), chacun offrant des capacités spécifiques, le Nouveau et son groupe de personnages utilisent une variété d'attaques de mêlée, à distance et de pets magiques pour combattre leurs ennemis.
Le développement commence en 2009 après que les créateurs de South Park, Trey Parker et Matt Stone, ont proposé à Obsidian d'imaginer un jeu de rôle conçu pour ressembler exactement à la série télévisée. Parker et Stone sont impliqués tout au long de la production du jeu, tant pour l'écriture du scénario, la conception et, comme dans le programme télévisé, le doublage des nombreux personnages. La production du Bâton de la vérité est perturbée en raison de la faillite de THQ, l'éditeur original. Les droits du jeu sont alors acquis par Ubisoft au début de l'année 2013, pour une sortie finale en mars 2014, pour PlayStation 3, Windows et Xbox 360.
Le Bâton de la vérité est soumis à la censure dans certaines régions en raison de son contenu, qui comprend des avortements et des images nazies. Parker et Stone remplacent alors les scènes par des explications détaillées de ce qui se passe dans chacune d'entre elles. Le jeu est bien accueilli par la critique, qui salue le scénario comique, le style visuel et la fidélité à la série d'origine. Il est néanmoins critiqué pour son manque de challenge au niveau des combats et pour des problèmes techniques ayant ralenti ou entravé la progression. À la suite du succès du jeu, une suite, nommée South Park : L'Annale du destin, sort en octobre 2017, et Le Bâton de la vérité est réédité en février 2018, sur PlayStation 4 et Xbox One, et sur Nintendo Switch en septembre 2018.

## Trame

### Univers
Le Bâton de la vérité se déroule dans la ville fictive de South Park, dans les Montagnes Rocheuses du Colorado. Le personnage principal que le joueur contrôle est le Nouveau — surnommé Douchebag —, un protagoniste silencieux qui a récemment emménagé dans la ville. Se liant d'amitié avec les garçons du coin, il se retrouve impliqué dans un jeu de rôle grandeur nature épique et fantastique mettant en scène des sorciers et des guerriers qui s'affrontent pour contrôler le Bâton de la Vérité, une brindille qui possède un pouvoir illimité,.
Les humains, dirigés par le roi magicien Cartman, vivent dans le royaume de Kupa Keep, un camp de fortune construit dans l'arrière-cour de Cartman. Parmi eux se trouvent le paladin Butters, le voleur Craig, Clyde, le clerc Token, Tweek et Kenny, un jeune garçon qui s'habille comme une princesse. Les rivaux des humains sont les elfes, qui vivent dans le royaume des elfes dans la cour de leur chef, le haut elfe juif Kyle. Ils comprennent également le guerrier Stan et le barde Jimmy. Les garçons jouent à travers la ville entière, la forêt environnante et vont même jusqu'au Canada. Des lieux emblématiques de la série, comme l'école primaire, le centre commercial, le cinéma Bijou, le restaurant City Wok et le café Tweek Bros., sont présents dans le jeu.

### Résumé
Un nouvel enfant vient d'emménager à South Park avec ses parents pour échapper à son passé. Il croise rapidement Butters, en train de se battre contre un enfant déguisé en elfe. Il le sauve et pour le remercier, Butters décide de le faire participer au jeu de rôle grandeur nature auquel se livrent tous les enfants de la ville. Il s'allie rapidement avec Butters, Princesse Kenny et leur chef Cartman. Surnommé « Connard » (« Douchebag » en version originale), le Nouveau se voit présenter le très convoité Bâton de la Vérité, l'artefact le plus puissant du jeu de rôle, qui accorde à celui qui possède des pouvoirs inimaginables. Peu après, les elfes attaquent Kupa Keep et s'emparent du bâton. Cartman bannit Clyde du groupe parce qu'il n'a pas défendu le bâton contre les elfes. Avec l'aide des meilleurs guerriers de Cartman, le Nouveau récupère le bâton de Jimmy.
Pendant la nuit, des aliens kidnappent le Nouveau et lui insèrent une sonde anale. Avec l'aide de Randy, il réussit à faire s'écraser le vaisseau extraterrestre sur le supermarché de South Park. Au matin, le site du crash de l'OVNI est bouclé par le gouvernement américain, prétextant que c'est un chantier pour un Taco Bell. Le lendemain matin, Cartman découvre que les elfes ont volé le Bâton pendant la nuit, alors que les règles interdisent de le faire. Cartman et Kyle chargent le Nouveau de recruter les enfants gothiques pour leur camp respectif, chacun affirmant que l'autre possède le bâton. Durant cette mission, il infiltre le site du crash et découvre que des agents du gouvernement complotent pour faire exploser la ville afin de détruire une substance extraterrestre libérée par le vaisseau. Cette substance transforme les créatures vivantes en zombies nazis ; une personne infectée échappe au confinement du gouvernement et libère le virus sur South Park.
Ce soir-là, Cartman ou Kyle (selon le personnage que le joueur choisit de suivre) mène son camp contre l'autre à l'école. Les enfants apprennent que Clyde a volé le bâton pour se venger de son bannissement. Clyde rassemble des transfuges parmi les humains et les elfes, et utilise la matière grasse extraterrestre pour créer une armée de zombies nazis. Les humains et les elfes s'unissent pour s'opposer à Clyde, mais ils sont trop peu nombreux pour le combattre. Plus tard, des gnomes volent les sous-vêtements du Nouveau. Après les avoir vaincus, il acquiert la capacité de changer de taille à volonté.
En désespoir de cause, on demande au Nouveau d'inviter les filles à jouer. Celles-ci acceptent après qu'il a infiltré une clinique d'avortement et traversé le Canada pour découvrir laquelle de leurs amies répand des fausses rumeurs,. Flanqués des filles, les humains et les elfes attaquent la tour sombre de Clyde. Randy arrive et révèle que les agents du gouvernement ont placé un dispositif nucléaire dans l'anus de M. Esclave pour faire exploser South Park, obligeant le Nouveau à rétrécir et à entrer dans M. Esclave pour désarmer la bombe. Après être ressorti, il affronte finalement Clyde et est forcé de se battre contre un chef nazi zombie ressuscité. Clyde décide de ne plus jouer et Cartman l'expulse de la tour.
Cependant, les agents du gouvernement arrivent et révèlent que le Nouveau s'est caché pour leur échapper en raison de sa capacité à se faire rapidement des amis sur les réseaux sociaux tels que Facebook, que le gouvernement voulait utiliser à ses propres fins. Apprenant le pouvoir supposé du bâton, l'agent en chef s'en empare et négocie pour réussir à l'utiliser. Le Nouveau refuse de l'aider mais Princesse Kenny trahit le groupe, utilise le bâton pour les combattre et s'infecte avec le virus. Incapable de vaincre la Princesse Kenny, les enfants décident de briser la règle ultime et demandent au Nouveau de péter sur les testicules de Kenny, ce qu'il fait. L'explosion qui en résulte vainc Kenny et guérit la ville du virus du zombie nazi. Dans l'épilogue, alors que South Park est reconstruit, le groupe récupère le bâton de vérité ; il décide que son pouvoir est trop grand pour qu'une personne puisse le détenir et le jette dans l'étang de la ville.

## Système de jeu
Le Bâton de la vérité est un jeu vidéo de rôle à la troisième personne en 2,5D, qui reprend la même patte graphique que la série télévisée,. Le joueur contrôle le Nouveau alors qu'il explore la ville fictive de South Park dans le Colorado. Le joueur peut se déplacer librement dans la ville, bien que certaines zones restent inaccessibles jusqu'à ce que l'on atteigne des points spécifiques de l'histoire. Des personnages notables de la série — dont Cartman, Butters, Stan et Kyle — se joignent au groupe du Nouveau et l'accompagnent dans ses quêtes, bien qu'un seul personnage puisse être actif à la fois. Le jeu comporte un système de voyage rapide, permettant au joueur de faire appel au personnage Timmy pour le transporter rapidement vers n'importe quelle autre station de voyage rapide visitée,. Au début du jeu, le joueur choisit l'un des quatre archétypes de personnage : le combattant, le voleur, le mage et le juif. Chaque classe possède des capacités spécifiques, le juif étant, par exemple, spécialisé dans le « juif-jitsu » et les attaques à distance. Les armures et les armes ne sont pas restreintes à certaines classes, ce qui permet à un mage de se concentrer sur les attaques de mêlée comme un combattant,.
Le Nouveau et ses alliés disposent d'une variété d'attaques de mêlée, à distance et magiques. Les points d'expérience obtenus en accomplissant des tâches et en gagnant des batailles permettent au Nouveau de monter de niveau, ce qui débloque de nouvelles capacités et améliorations telles que l'augmentation du nombre d'ennemis touchés par une attaque ou la quantité de dégâts infligés. La magie est représentée par la capacité des personnages à péter ; différents types de pets sont utilisés pour accomplir des tâches spécifiques. Par exemple, le « Cup-A-Spell » permet au joueur de lancer un pet pour interagir avec un objet distant, le « Nagasaki » détruit les barrages, et le « Sneaky Squeaker » peut être lancé pour créer un son qui distrait les ennemis. Les attaques peuvent être augmentées avec des pets si le joueur a suffisamment d'énergie magique.
Au fur et à mesure, le joueur a accès à des capacités déverrouillables qui peuvent ouvrir de nouvelles voies d'exploration, telles que le rétrécissement pour accéder à de petites zones comme les bouches d'aération, la téléportation qui permet au joueur d'atteindre des plateformes autrement inaccessibles, et les pets qui déclenchent une explosion qui défait les ennemis proches lorsqu'ils sont combinés à une flamme. Les actions commises contre les ennemis en dehors des combats les affectent lors de la bataille ; le joueur ou l'adversaire qui frappe en premier pour déclencher un combat le débutera,. Le combat se déroule dans une zone séparée du monde ouvert du jeu. Les combats se jouent au tour par tour et chaque personnage prend un tour pour attaquer ou se défendre avant de laisser le personnage suivant réaliser son action.
Pendant le tour du joueur, une roue radiale listant les options disponibles — attaques de base au corps à corps, attaques spéciales, attaques à distance et objets de soutien — apparaît. Les attaques de base sont utilisées pour frapper les ennemis non blindés et user les boucliers, alors que les attaques lourdes affaiblissent les ennemis blindés. Une icône clignotante indique que les attaques ou les blocages peuvent être améliorés pour infliger plus de dégâts ou atténuer les attaques plus efficacement. Chaque attaque spéciale coûte un certain nombre de points de puissance pour être activée,. Un seul membre du groupe peut rejoindre le joueur au combat. Certains personnages, comme Tuong Lu Kim, M. Hankey, Jésus et M. Esclave peuvent être invoqués pendant le combat pour lancer une attaque puissante capable de vaincre plusieurs ennemis simultanément ; Jésus tire des coups de feu destructeurs, tandis que M. Esclave presse un ennemi dans son rectum, effrayant ainsi ses alliés,,.
Un objet de soutien peut être utilisé à chaque tour, y compris des objets qui restaurent la santé ou qui améliorent les capacités du personnage. Les armes et les armures peuvent être améliorées à l'aide d'accessoires optionnels, tels que de fausses dents de vampire, du chewing-gum ou une griffe de Chupaquhébreux,. Ces objets peuvent faire saigner les ennemis et leur faire perdre de la santé, affaiblir leur armure, augmenter la santé du joueur ou voler la santé des adversaires, et dégoûter les ennemis pour les faire vomir. Certains adversaires sont immunisés contre un ou plusieurs de ces effets. Les ennemis peuvent dévier entièrement certaines attaques ; ceux qui sont en position de riposte dévient toutes les attaques de mêlée, ce qui nécessite l'utilisation d'armes à distance, tandis que ceux qui sont en position de réflexion dévient les armes à distance.
Le joueur est encouragé à explorer le monde du jeu pour trouver des jouets Chinpokomon ou de nouveaux amis qui sont ajoutés à la page Facebook du personnage,. Avoir de nouveaux amis permet au joueur de débloquer des avantages qui améliorent de façon permanente les statistiques du Nouveau, fournissant des dégâts supplémentaires ou une résistance aux effets négatifs,. La page Facebook du personnage sert également de menu principal du jeu, contenant l'inventaire et un journal des quêtes. Le Bâton de la vérité propose plusieurs mini-jeux, comme déféquer en appuyant de façon répétée sur un bouton qui récompense le joueur avec des excréments qu'il peut lancer sur les ennemis pour les dégoûter, pratiquer un avortement et utiliser une sonde anale,. Certaines de ces scènes sont absentes de certaines versions du jeu pour cause de censure.

## Développement

### Droits d'édition

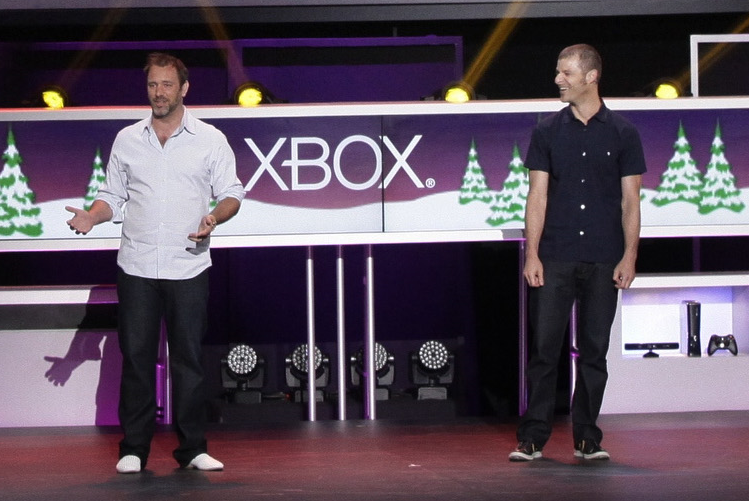
Les créateurs de South Park, Trey Parker (à gauche) et Matt Stone (à droite), discutant du jeu lors de l'Electronic Entertainment Expo 2012. Le duo est directement impliqué dans le développement du Bâton de la vérité afin de préserver l'authenticité de la série.

Le développement de South Park : Le Bâton de la vérité dure quatre ans. Il débute en 2009 lorsque les co-créateurs de South Park, Trey Parker et Matt Stone, contactent Obsidian Entertainment pour discuter de leur désir de créer un jeu South Park. Parker, fan des jeux Obsidian, notamment Fallout: New Vegas, souhaite créer un jeu de rôle, un genre que Stone et lui apprécient depuis leur enfance,,. Parker et Stone insistent sur le fait que le jeu doit reproduire le style visuel de la série. Le concept original de Parker est une version South Park du jeu de rôle fantastique The Elder Scrolls V: Skyrim, dont le premier script qu'il produit compte 500 pages. L'équipe de South Park Studios anime un concept de la scène d'ouverture du jeu pour montrer ce qu'elle voulait accomplir avec Obsidian en termes d'apparence et de mécaniques de jeu. Bien que la série ait inspiré plusieurs jeux sous licence, tels que South Park et South Park Rally, Parker et Stone n'ont pas été impliqués dans le développement de ces jeux et ont par la suite critiqué la qualité de ces titres. Les réactions négatives à ces jeux poussent le duo à protéger sa propriété intellectuelle et les conduisent à s'impliquer davantage dans Le Bâton de la vérité. Ils refusent plusieurs demandes de licence à de nouvelles entreprises.
Stone et Parker travaillent en étroite collaboration avec Obsidian sur le projet, organisant parfois des réunions de deux à trois heures pendant quatre jours consécutifs. Ils travaillent avec Obsidian jusqu'à deux semaines avant la sortie du jeu. Leur implication ne se limite pas qu'à la création : leur entreprise finance initialement le jeu, estimant qu'un jeu basé sur la série télévisée controversée aurait du mal à recevoir le soutien financier des éditeurs sans que ceux-ci n'imposent des restrictions sur le contenu pour le rendre plus commercialisable. Le financement initial doit permettre à Obsidian de développer suffisamment le jeu pour présenter un concept plus complet à des éditeurs potentiels. En décembre 2011, THQ annonce travailler avec Obsidian sur South Park: The Game, nom du jeu à l'époque. Ce partenariat se transforme en un accord d'édition après que Viacom, propriétaire de South Park, ait réduit son financement. Obsidian sait, lorsqu'elle signe avec THQ, que cette entreprise connait des difficultés financières. Trey Parker et Matt Stone travaillent sur le scénario et supervisent le développement. Pour la version américaine, le doublage de la majorité des personnages est réalisé par l'équipe de la série. Le doublage en version française est, quant à lui, remis en question car THQ, en difficulté financière, n'a pas su trouver d'accord avec les comédiens français. Par ailleurs, l'entreprise laisse entendre que la localisation de son jeu n'est pas une priorité.
En mars 2012, Microsoft annule le projet Xbox One d'Obsidian dont le nom de code est « North Carolina », après sept mois de développement, ce qui entraîne le licenciement de 20 à 30 employés, dont des membres de l'équipe du Bâton de la vérité,. En mai 2012, le titre final du jeu est enfin annoncé. En décembre 2012, THQ se place sous la protection du chapitre 11 de la loi sur les faillites après avoir essuyé plusieurs échecs commerciaux. Le Bâton de la vérité reste prévu et dans les temps, alors que THQ essaye de profiter de la période de faillite pour se restructurer et renouer avec les bénéfices, mais l'entreprise ne trouve pas d'acheteur et un tribunal du Delaware ordonne la vente des actifs de THQ individuellement,.
Les droits du Bâton de la vérité sont vendus aux enchères fin décembre 2012, Obsidian n'étant informé de la vente qu'à l'annonce de celle-ci,. South Park Studios s'oppose à cette vente aux enchères, déclarant que THQ n'a pas le pouvoir de vendre les droits d'édition et que THQ s'est seulement vu accorder l'utilisation exclusive de marques déposées et de droits d'auteur spécifiques de South Park. South Park Studios fait également valoir que même si les droits sont vendus, THQ leur doit encore 2,27 millions de dollars et qu'ils ont la possibilité de réclamer tous les éléments et créations liés au jeu. THQ demande au tribunal de ne pas prendre en compte les demandes de South Park Studios, affirmant que ses droits sont exclusifs et donc transférables. Le 24 janvier 2013, le tribunal des faillites des États-Unis approuve la vente des actifs de THQ, y compris Le Bâton de la vérité,.
Les droits sont achetés par Ubisoft pour 3,2 millions de dollars. En l'espace de trois semaines, l'entreprise décide que le jeu nécessite des changements importants, repoussant sa date de sortie de six mois, à mars 2014. Parker et Stone, avec l'aide d'un consultant créatif d'Ubisoft, concluent que leur vision originale prendrait trop de temps et serait trop coûteuse à produire. Le Bâton de la vérité passe officiellement gold le 12 février 2014. Après sa sortie, Stone explique que le travail nécessaire à la réalisation du jeu a été bien plus important que ce que lui et Parker avaient prévu. Il déclare : « Je [reconnais] que nous avons retoqué des choses que nous n'aimions pas et que nous avons travaillé sur le jeu plus longtemps que d'autres personnes l'auraient souhaité »,.

### Design
Lors des premières discussions avec Obsidian, Parker et Stone insistent sur le fait que le jeu doit reproduire fidèlement les visuels uniques en 2D de la série, qui sont basés sur l'animation de papiers découpés. Obsidian fournit alors des preuves de concept montrant qu'ils peuvent obtenir l'apparence de South Park, ce qui satisfait Stone et Parker. La série télévisée est animée à l'aide d'Autodesk Maya, mais Obsidian produit les éléments du jeu et les animations grâce à Adobe Flash. Skyrim est l'influence initiale du jeu, puis EarthBound, un jeu de rôle sorti sur Super Nintendo en 1995. Parker et Stone déclarent que les visuels 2D/3D de Paper Mario et le protagoniste silencieux Link de la série The Legend of Zelda sont également une source d'inspiration pour le design. Les costumes et les classes des personnages sont tirés de l'épisode de South Park de 2002 « Le Retour de la communauté de l'anneau des deux tours ». Obsidian crée divers objets, armures et armes de style fantastique, mais Parker et Stone leur demandent de les « rendre plus merdiques » pour donner l'impression que les enfants les ont trouvés ou fabriqués eux-mêmes. Les armes sont des clubs de golf, des marteaux, des flèches à ventouse et des épées en bois, tandis que des peignoirs, des gants de cuisine et des serviettes portées comme des capes servent de vêtements. Les studios de South Park donnent à Obsidian l'accès à l'ensemble des archives artistiques de la série, ce qui leur permet d'inclure des idées qui n'avaient pas été utilisées auparavant, comme les dessins de Chinpokomon. Les acteurs de la série doublent les personnages, et Obsidian a accès aux ressources audio de South Park, y compris les effets sonores, la musique et le compositeur de la série, Jamie Dunlap,.
Décrivant l'écriture d'un scénario comique pour un jeu dans lequel les lignes de dialogue peuvent être entendues à plusieurs reprises et les blagues peuvent apparaître comme datées, Stone explique :
« We write jokes, and the jokes are funny. With a game, the fourth, fifth, sixth, 80th, 100 millionth time you've seen that joke it becomes not funny, then you lose faith in it, and then you question it, and you go round this emotional circle ... We've always liked fresh-baked stuff a little better but, with a video game, it doesn't work that way. But the game isn't just a collection of funny South Park scenes, hopefully it's more than that. »
— Matt Stone, co-créteur de South Park et concepteur du jeu.
        
« Nous écrivons des blagues, et les blagues sont drôles. Avec un jeu, la quatrième, cinquième, sixième, 80e, 100 millionième fois que vous voyez cette blague, elle n'est plus drôle, puis vous doutez d'elle, puis vous la remettez en question, et vous êtes pris dans ce cercle émotionnel... Nous avons toujours préféré les choses fraîches, mais dans le cas d'un jeu vidéo, cela ne fonctionne pas de cette manière. Le jeu n'est pas seulement une collection de scènes amusantes de South Park, j'espère qu'il sera plus que cela. »
À l'instar de la série, Le Bâton de la vérité fait la satire de questions politiques et sociales telles que l'avortement, les relations inter-raciales, la toxicomanie, le sexe, la violence extrême et la pauvreté. Jordan Thomas, consultant en création, déclare : « La façon dont nous avons envisagé [l'humour] était de savoir si cette situation était un point sensible pour le public, si nous devions aller plus loin, parce que [Stone et Parker] aiment repousser les limites et que leur réaction par défaut n'était certainement pas de reculer, mais de savoir si nous pouvions le rendre plus drôle, et la réponse était souvent oui »,.
Le jeu subit plusieurs modifications au cours de son développement. Alors que le jeu final propose quatre types de personnages jouables, une première version proposait cinq classes jouables : Paladin, Magicien, Voleur, Aventurier et Juif. Ce dernier est alors décrit comme un croisement entre un moine et un paladin et qui est le plus fort lorsqu'il est le plus proche de la mort. Le jeu inclut d'autres ennemis et lieux, y compris des enfants vampires qui sont combattus dans un cimetière et une église, des hippies, une mission pour récupérer la poupée de Cartman des Rouquins, et des combats de boss contre un grand monstre ailé et la célébrité Paris Hilton,. Feargus Urquhart déclare plus tard qu'au début du développement, les jeux vidéo étaient moins protégés par les lois sur la liberté d'expression que les autres médias, ce qui a limité le contenu qui pouvait être inclus dans Le Bâton de la vérité. Alors qu'ils sont sous le contrat d'édition de THQ, les développeurs prévoient que la version Xbox 360 prenne en charge la Kinect, permettant aux joueurs de donner des commandes vocales aux personnages, de narguer les ennemis et d'insulter Cartman. Du contenu téléchargeable exclusif pour la Xbox 360 est annoncé, notamment deux packs, comprenant chacun une arme, une tenue et une attaque spéciale uniques, ainsi que trois extensions de campagne basées sur l'histoire. Ces fonctionnalités ne sont pas présentes dans la version d'Ubisoft,.

## Commercialisation

### Sortie du jeu
Le Bâton de la vérité sort en Amérique du Nord le 4 mars 2014, pour les consoles PlayStation 3 et Xbox 360, ainsi que pour Windows. Il sort le 6 mars en Australie et le 7 mars en Europe.
La sortie du jeu était prévue pour le 5 mars 2013, mais est reportée de deux mois par l'éditeur de l'époque, THQ. Après la faillite de THQ en janvier 2013, Ubisoft rachète les droits d'édition du jeu mais ne précise pas de nouvelle date de sortie. En mai 2013, Ubisoft confirme que le jeu sortira bien cette même année après l'avoir omis de son calendrier de sortie des jeux à venir. Le 26 septembre 2013, Ubisoft annonce que Le Bâton de la vérité sortira en décembre 2013, mais ultérieurement le repousse une nouvelle fois à mars 2014. La sortie du jeu en Allemagne et en Autriche, est retardée après que la version localisée s'est avérée contenir des références nazies.
Parallèlement à la version Steam du jeu, Le Bâton de la vérité sort aussi en téléchargement numérique pour PlayStation 4 et Xbox One le 13 juin 2016 en tant que bonus de précommande pour la suite L'Annale du destin. Un téléchargement physique et numérique autonome sort le 13 février 2018, pour PlayStation 4 et Xbox One. Une version Nintendo Switch, disponible en téléchargement numérique, sort quant à elle le 25 septembre 2018,.
Une édition collector appelée « Grand Sorcier » contenant le jeu, une figurine de 15 cm de Cartman, une carte du royaume de South Park et le DLC Ultimate Fellowship est mise en vente. Le contenu Ultimate Fellowship comprend quatre tenues aux capacités différentes : la tenue Nécromancien sorcier augmente les dégâts de feu, la tenue Assassin voyou récompense le joueur avec de l'argent supplémentaire, la tenue Elfe ranger améliore les dégâts des armes et la tenue Défenseur sacré augmente la défense. Un autre contenu additionnel comprend le pack Super Samurai Spaceman contenant trois tenues : la tenue Super-héros apporte un buff au début du combat, la tenue Samouraï apporte un buff lors de la défaite d'un ennemi et la tenue Spaceman apporte un bouclier défensif.
En novembre et décembre 2013, la série télévisée South Park diffuse la trilogie d'épisodes « Black Friday », « A Song of Ass and Fire » et « Titties and Dragons » qui est une préquelle narrative du jeu et met en scène les personnages portant des tenues et jouant des rôles similaires à ceux du jeu,,. Dans « Black Friday », Cartman dit à Kyle de ne pas « précommander un jeu que des connards en Californie n'ont même pas fini de faire », faisant référence au développeur californien Obsidian, tandis que « Titties and Dragons » se termine par une publicité annonçant la date de sortie du jeu, accompagnée d'une déclaration de scepticisme de la part de Butters. À propos de « Black Friday », IGN déclare qu'il s'agit d'un premier aperçu du jeu et qu'il offre un peu de marketing bienvenu pour Le Bâton de la vérité.

### Censure
Peu avant la sortie du jeu, Ubisoft annonce qu'il va censurer volontairement sept scènes, déclarant qu'il s'agit d'une « décision de marché prise par Ubisoft EMEA » et non d'une réponse à des demandes de censure,. Les versions PlayStation 3 et Xbox 360 sont affectées dans les territoires européens, au Moyen-Orient, en Afrique et en Russie, tandis que la version Windows n'est pas censurée. La censure affecte tous les formats en Australie, à Singapour, à Hong Kong, en Allemagne, en Autriche et à Taïwan. La version nord-américaine est la seule à n'être censurée sur aucun support. La version allemande est spécifiquement censurée en raison de l'utilisation d'images nazies et liées à Hitler, y compris des croix gammées et des saluts nazis, qui sont illégaux dans ce pays. Un porte-parole du système européen de classification du contenu des jeux vidéo (PEGI) confirme que la version non censurée a été soumise et approuvée pour une sortie avec une classification 18, ce qui signifie que le jeu serait acceptable pour les personnes âgées de plus de dix-huit ans. Ubisoft soumet à nouveau la version censurée sans l'avis du PEGI ; cette version est approuvée avec une classification 18.
Les scènes supprimées par Ubisoft montrent un sondage anal par des extraterrestres et un avortement pratiqué par le joueur. À leur place, ces scènes sont remplacées par une image avec une statue de Caïn effectuant un facepalm sur fond de drapeau européen, avec une description explicite des événements dans la scène,,. En Australie, les mêmes scènes sont supprimées parce que la Commission de classification australienne refuse d'autoriser la sortie du jeu en raison de la représentation de violences sexuelles, en particulier la scène où le joueur est soumis à une fouille anale et la scène interactive sur l'avortement. Comme dans la version européenne, ces scènes sont remplacées par un texte contenant une explication de ce qui a été retiré, sur un fond d'image d'un koala en train de pleurer,.
Stone déclare qu'on lui a expliqué que des changements étaient nécessaires pour que le jeu soit publié et que Parker et lui ont inséré des images de remplacement pour que la censure ne soit pas cachée. Il qualifie cette censure de « deux poids, deux mesures » à laquelle le duo a résisté, estime qu'elle ne ruine pas le jeu et que les images de remplacement leur permettent de se moquer des changements.

## Accueil

### Accueil critique
Le jeu est très bien reçu par la presse spécialisée. Selon l'agrégateur de notes Metacritic, les versions PlayStation 3 et Windows obtiennent une note moyenne de 85/100 basées sur respectivement 31 et 48 critiques,, la version Xbox 360 un note moyenne de 82/100 basée sur 33 critiques, et la version Nintendo Switch atteint la note de 82/100 basée sur 6 critiques.
Le jeu est considéré comme une adaptation réussie d'un contenu sous licence en jeu vidéo, les critiques le décrivant comme l'une des adaptations de jeu vidéo les plus fidèles jamais réalisées, à tel point que déplacer le personnage-joueur reviendrait à marcher sur le plateau de l'émission,,,. GamesRadar+ déclare que Le Bâton de la vérité est à South Park ce que Batman: Arkham Asylum est à la franchise Batman en termes de respect du contenu tout en innovant dans le domaine des jeux vidéo,. Le site fait également l'éloge du « monde ouvert à explorer de South Park, avec un solide 12-14 heures de blagues, de références obscures et d'humour qui s'inspire de 17 saisons télévisées de critiques sociales et d'humour offensif »,. Computer and Video Games déclare que le jeu contient tellement de références à l'histoire de la série qu'il donnait l'impression que Batman: Arkham City n'en contient que très peu,. Destructoid explique que la possibilité de se promener dans cette ville aussi détaillée procure un sentiment d'émerveillement similaire à l'exploration de la ville natale des Simpsons dans Virtual Springfield. La fidélité visuelle est soulignée comme étant l'un des éléments importants du succès du jeu, apparaissant indiscernable d'un épisode classique de la série et fournissant une esthétique cohérente tout en étant originale,,. Certains critiques déplorent que le style artistique soit parfois préjudiciable, masquant des objets et des messages, et que l'utilisation répétitive d'animations devient ennuyeuse au fil du jeu. Computer and Video Games déclare qu'Obsidian a construit un monde qui semble avoir toujours existé.
Les critiques soulignent quasiment systématiquement ses qualités comiques,. Game Informer déclare qu'il est hilarant et le classe parmi les meilleurs jeux comiques jamais sortis. IGN loue Le Bâton de la vérité pour sa satire spirituelle et intelligente du genre du jeu de rôle, tandis que d'autres déclarent qu'en plus d'être constamment drôle, le jeu est suffisamment turbulent, choquant, provocateur et sans retenu dans son désir d'offenser,. De nombreux critiques s'accordent à dire qu'une grande partie du contenu est plus attrayant pour les fans de South Park, certaines blagues pouvant échapper aux non-initiés. Néanmoins, d'autres disent que le contexte est suffisamment fourni pour que la plupart des blagues soient drôles, quelle que soit la familiarité des joueurs avec la série,,. IGN dit qu'il s'agit du jeu que les fans de South Park ont toujours voulu, mais certains critiques postulent que sans la licence South Park, la superficialité du jeu serait plus évidente.
Les combats reçoivent des critiques mitigées. En effet, les critiques qualifient tour à tour les combats de profonds et satisfaisants ou de superficiels et répétitifs. Ils considèrent que les mécanismes de combat sont simplistes, tout en permettant des tactiques complexes, et que l'obligation de se défendre activement contre les attaques ennemies et d'améliorer l'attaque rendait les combats captivants,. D'autres font l'éloge du système de combat, en considérant que les mécaniques sont robustes et élaborées, caché sous des visuels intentionnellement simplistes,. Le manque de profondeur des combats peut néanmoins les rendre peu à peu répétitifs,,, et même lorsqu'ils sont amusants et engageants, à la fin du jeu, les batailles peuvent devenir routinières,. Joystiq déclare que la défense est plus intéressante que l'attaque parce qu'elle repose sur des réactions rapides à des attaques ennemies créatives. Destructoid estime qu'il y a trop peu de pouvoirs disponibles pour l'attaque pour que le jeu reste intéressant sur la durée. GameSpot trouve, quant à lui, que les combats sont trop faciles et manquent de challenge à cause d'une abondance d'objets supplémentaires tels que des packs de santé que l'on trouve plus souvent qu'on ne les utilise, et des capacités puissantes qui maîtrisent rapidement les adversaires,. D'autres ne sont pas d'accord et déclarent que la variété offerte dans les combats, tels que les capacités des personnages, les alliés, les armes, les armures et les améliorations, garantit qu'ils soient toujours amusants,. Joystiq déclare que les personnages spéciaux qui peuvent être invoqués pendant le combat sont extrêmement puissants et divertissants.
IGN explique que les différences entre les classes de personnages telles que le voleur et le juif sont décevantes et minimes, offrant peu de variété ou d'incitation à rejouer dans une autre classe. Il juge aussi que certaines missions et quêtes secondaires sont fastidieuses, leur intérêt résidant principalement par leur cadre plutôt que par leur qualité, tandis que les énigmes environnementales sont une option intelligente pour éviter le combat et sont suffisamment rares pour être agréables lorsqu'elles sont disponibles. Cependant, GameSpot estime qu'elle sont trop scénarisées et simples,. Les critiques déplorent que de nombreuses fonctions et commandes du jeu sont mal expliquées, ce qui les rend difficiles à activer et utiliser. Les temps de chargement excessifs lors de l'entrée dans de nouveaux lieux et la lenteur des menus tels que le panneau Facebook sont également pointés du doigt,,.

### Ventes
Au cours de la première semaine de vente au Royaume-Uni, Le Bâton de la vérité devient le jeu le plus vendu tous formats disponibles confondus (en termes de ventes physiques), remplaçant Thief. La version Xbox 360 représente 53 % des ventes, suivie par la PlayStation 3 avec 41 % et Windows et ses 6 %. La deuxième semaine, les ventes chutent de 47 %, le jeu passant à la troisième place derrière Titanfall et Dark Souls II. Le Bâton de la vérité est le jeu le plus vendu sur la plateforme de distribution numérique Steam entre le 2 et le 15 mars 2014,. Il est le troisième jeu le plus vendu de mars 2014, derrière Titanfall et Thief, et le 31e jeu physique le plus vendu de 2014.
En Amérique du Nord, Le Bâton de la vérité est le troisième jeu physique le plus vendu en mars 2014, derrière Titanfall et Infamous: Second Son. La distribution numérique représente 25 % des ventes du jeu, ce qui en fait le titre le plus téléchargé d'Ubisoft à cette époque. Il est le neuvième jeu téléchargeable le plus vendu en 2014 sur le PlayStation Store. En mai 2015, Ubisoft confirme que le jeu s'est vendu à 1,6 million d'exemplaires en mars 2015. En février 2016, Ubisoft a expédié 5 millions d'exemplaires du jeu.

### Récompenses
Lors des Game Critics Awards 2012, Le Bâton de la vérité est nommé meilleur jeu de rôle. En 2013, il est nommé pour le jeu le plus attendu lors des Spike Video Game Awards. Lors des National Academy of Video Game Trade Reviewers Awards 2014, le jeu reçoit les prix de la narration dans une comédie, de l'animation et du meilleur jeu de rôle non original. Il reçoit également des nominations pour le jeu de l'année, la bande originale et les effets sonores. Le doublage de Parker sur plusieurs personnages lui vaut le prix de la meilleure performance dans une comédie ; Stone est également nommé,. Lors des Golden Joystick Awards 2014, Le Bâton de la vérité est nommé pour le jeu de l'année, la meilleure narration et la meilleure conception visuelle. Lors de la cérémonie inaugurale des Game Awards 2014, Trey Parker remporte le prix de la meilleure performance pour ses multiples rôles, et le jeu reçoit deux nominations pour le meilleur jeu de rôle et la meilleure narration,. En 2014, le jeu reçoit une nomination aux D.I.C.E. Awards pour une réalisation exceptionnelle dans la narration. Lors des SXSW Gaming Awards 2015, le jeu reçoit le prix de la meilleure adaptation de matériel provenant d'un autre support de divertissement. La même année, les Game Audio Network Guild Awards décernent au jeu le prix des meilleurs dialogues et le nomment pour la meilleure musique originale.
IGN le classe comme le 50e meilleur jeu de sa génération de consoles et Giant Bomb le nomme meilleure surprise de 2014, au vu des problèmes de développement qu'il a subi. Shacknews et le Financial Post le qualifie de 7e meilleur jeu de 2014, tandis que The Guardian le désigne comme le 12e meilleur,,. Kotaku classe la composition de Dunlap comme l'une des meilleures de l'année, affirmant qu'il s'agit d'une « très bonne imitation de Skyrim sans langue de bois qui capturait la musicalité brillante de South Park »,. En 2017, IGN classe la zone pixelisée du Canada à la position 98, dans sa liste des 100 meilleurs moments inoubliables du jeu vidéo, et PC Gamer le désigne comme l'un des meilleurs jeux de rôle de tous les temps. En 2018, Game Informer le qualifie de 82e meilleur RPG de tous les temps, déclarant que « dans le monde des jeux vidéo sous licence, peu de titres se démarquent comme étant exceptionnels ou dignes du matériau d'origine,. »
| Année | Récompense                                            | Catégorie                                            | Résultat   | Réf.    |
| ----- | ----------------------------------------------------- | ---------------------------------------------------- | ---------- | ------- |
| 2012  | Game Critics Awards                                   | Meilleur jeu de rôle                                 | Lauréat    | [ 127 ] |
| 2013  | Spike Video Game Awards                               | Jeu le plus attendu                                  | Nomination | [ 128 ] |
| 2014  | National Academy of Video Game Trade Reviewers Awards | Meilleure narration dans une comédie                 | Lauréat    | ,       |
| 2014  | National Academy of Video Game Trade Reviewers Awards | Meilleure animation                                  | Lauréat    | ,       |
| 2014  | National Academy of Video Game Trade Reviewers Awards | Meilleur jeu de rôle non original                    | Lauréat    | ,       |
| 2014  | National Academy of Video Game Trade Reviewers Awards | Jeu de l'année                                       | Nomination | ,       |
| 2014  | National Academy of Video Game Trade Reviewers Awards | Meilleure bande originale                            | Nomination | ,       |
| 2014  | National Academy of Video Game Trade Reviewers Awards | Meilleurs effets sonores                             | Nomination | ,       |
| 2014  | National Academy of Video Game Trade Reviewers Awards | Meilleure performance dans une comédie (Trey Parker) | Lauréat    | ,       |
| 2014  | National Academy of Video Game Trade Reviewers Awards | Meilleure performance dans une comédie (Matt Stone)  | Nomination | ,       |
| 2014  | Game Awards 2014                                      | Meilleur jeu de rôle                                 | Nomination | ,       |
| 2014  | Game Awards 2014                                      | Meilleure performance (Trey Parker)                  | Lauréat    | ,       |
| 2014  | Game Awards 2014                                      | Meilleure narration                                  | Nomination | ,       |
| 2014  | D.I.C.E. Awards                                       | Meilleure narration                                  | Nomination | [ 134 ] |
| 2014  | Golden Joystick Awards                                | Meilleure narration                                  | Nomination | [ 131 ] |
| 2014  | Golden Joystick Awards                                | Jeu de l'année                                       | Nomination | [ 131 ] |
| 2014  | Golden Joystick Awards                                | Meilleure conception visuelle                        | Nomination | [ 131 ] |
| 2015  | SXSW Gaming Awards                                    | Meilleure adaptation en jeu vidéo                    | Lauréat    | [ 135 ] |
| 2015  | Game Audio Network Guild Awards                       | Meilleurs dialogues                                  | Lauréat    | [ 136 ] |
| 2015  | Game Audio Network Guild Awards                       | Meilleure musique originale                          | Nomination | [ 136 ] |

## Suite
En mars 2014, Stone déclare que Parker et lui-même sont ouverts à la réalisation d'une suite, en fonction de l'accueil réservé au Bâton de la vérité. Ce nouvel opus, South Park : L'Annale du destin, est finalement annoncé en juin 2015. Le jeu est développé par Ubisoft San Francisco, en remplacement d'Obsidian Entertainment, pour PlayStation 4, Windows et Xbox One,. Il sort dans le monde entier le 17 octobre 2017 avec des critiques généralement positives. Le joueur contrôle encore une fois le Nouveau, rejoignant les enfants de South Park dans leur rôle de super-héros,. Une version Nintendo Switch, adaptée par Ubisoft Pune, est sortie en 2018,.